# Voyageur (album Enigmy)
Voyageur – piąty studyjny album niemieckiego projektu muzycznego Enigma wydany w 2003 roku.
Jest on inny od poprzednich czterech płyt zespołu. Tutaj nie ma śpiewów gregoriańskich i pieśni plemiennych. Zamiast tego większość piosenek znalezionych w albumie jest bardziej nastawiona na pop. Utwór Look of Today interpoluje chór utworu The Look of Love zespołu ABC.
Ten album został wydany z systemem ochrony przed kopiowaniem w niektórych regionach.

## Lista utworów
1. From East to West [04:11]
2. Voyageur [04:36]
3. Incognito [04:23]
4. Page Of Cups [04:55]
5. Boum-Boum [04:29]
6. Total Eclipse of the Moon [02:16]
7. Look of Today [03:43]
8. In the Shadow, in the Light [05:35]
9. Weightless [02:15]
10. The Piano [03:00]
11. Following the Sun [05:49]

## Single
- 2003 - Voyageur (Virgin Records)
- 2003 - Following the Sun (Virgin Records)
- 2004 - Boum-Boum (Virgin Records)

## Autorzy
- Michael Cretu (znany jako Curly M.C.) – producent nagrań, muzyka, teksty, wokal
- Sandra – głos
- Andru Donalds – śpiew
- Ruth-Ann Boyle – śpiew
- Jens Gad - gitara